# Michele Merkin
Michele Merkin (født 25. juni 1975) er en amerikansk model og TV-vært. Merkin begyndte allerede som model på deltid, da hun var 15 år.
Merkin blev udvalgt af Maxim på listen "Hot 100", som var en liste over de 100 mest attraktive kvinder i 2006 (som nr. 74) og i 2007 (nr. 56).

## References
1. ↑  "Biography for Michele Merkin".
2. ↑  Michele Merkin på Internet Movie Database (engelsk) Hentet 2009-06-06
3. ↑  Maxim (2006-05-15). "MAXIM Magazine Unveils Their 'Hot 100' for 2006".
4. ↑  "Maxim's 2007 Hot 100". Maxim. maj 2007. Arkiveret fra originalen 6. november 2007. Hentet 2007-11-10.

## External links
- Michele Merkin på Myspace
- Michele Merkin på Internet Movie Database (engelsk)
- Michele Merkin på The Movie Database (engelsk)